# Polo G
Taurus Tremani Bartlett (ur. 6 stycznia 1999 w Chicago), znany zawodowo jako Polo G – amerykański raper, piosenkarz, autor tekstów i prezes wytwórni muzycznej ODA. Zdobył rozgłos w 2018 roku dzięki swojej piosence „Finer Things”. W 2019 roku przebił się do mainstreamu swoim singlem „Pop Out” (z gościnnym udziałem Lil Tjaya), który zajął 11. miejsce na liście Billboard Hot 100. Singiel znalazł się na jego debiutanckim albumie studyjnym Die a Legend (2019), który osiągnął 6 miejsce na liście Billboard 200, oraz uzyskał certyfikat platynowej płyty od RIAA. Drugi album studyjny Bartletta, The Goat (2020), zajął drugie miejsce na liście Billboard 200.

## Wczesne życie
Bartlett urodził się na Old Town w Chicago. Jest drugim z czworga rodzeństwa; ma starszą siostrę, młodszego brata i młodszą siostrę.

## Kariera

### 2018-2019: Początki, kontrakt z wytwórnią i Die a Legend
Pierwsza nagrana piosenka Bartletta nosiła tytuł „ODA” i opublikował ją na YouTube. Po utworzeniu konta na SoundCloud w 2018 roku wydał utwór „Gang With Me”, który szybko zebrał miliony odtworzeń. Później zyskiwał na popularności dzięki swoim piosenkom „Welcome Back” i „Neva Cared”. Bartlett wydał piosenkę „Finer Things”, którą napisał podczas pobytu w więzieniu w drugiej połowie 2018 roku i szybko zyskała dużą ilość wyświetleń. Na początku 2019 roku Bartlett wydał singiel „Pop Out” z udziałem Lil Tjaya, który zajął 11. miejsce na liście Billboard Hot 100. Teledysk do piosenki zyskał ponad 200 milionów wyświetleń na YouTube. Sukces piosenki doprowadził do podpisania przez Bartletta umowy płytowej z Columbia Records. Bartlett wydał także teledyski do swoich piosenek „Deep Wounds”, „Through Da Storm”, „Effortless” i „Dyin 'Breed” z jego debiutanckiego albumu studyjnego Die a Legend, który ukazał się 7 czerwca 2019 r. i zajął 6 pozycję na liście Billboard 200. Później w tym samym roku wydał singiel „Heartless” który zawierał produkcję Mustard, oraz znalazł się na jego drugim albumie.

#### Po 2020: The Goat
14 lutego 2020 r. Bartlett wydał utwór „Go Stupid”, z raperami Stunna 4 Vegas i NLE Choppa oraz producentem Mike Will Made It. „Go Stupid” stało się jego drugą piosenką na Hot 100 (po „Pop Out”), osiągając miejsce 60 na Hot 100, 29 na Hot R & B / Hip-Hop Songs i 20 na Hot Rap Songs. Następnie Bartlett wydał swój drugi album studyjny, The Goat, 15 maja 2020 r. Album zadebiutował na drugim miejscu listy Billboard 200. W tym samym miesiącu wystąpił u boku Lil Babyego i Lil Durka w utworze „3 Headed Goat”, który osiągnął 43 miejsce na liście Billboard Hot 100. W lipcu Bartlett pojawił się na pośmiertnym albumie Juice Wrld’a, Legends Never Die w piosence „Hate the Other Side”. Piosenka zadebiutowała na 10. miejscu listy Billboard Hot 100. W dniu 11 sierpnia 2020 r. wziął udział w XXL Fresham Class 2020. Później w tym samym miesiącu wydał teledysk do swojego singla „Martin & Gina”, który zajął 61 miejsce na liście Billboard Hot 100. We wrześniu wydał singiel „Epidemic”, który osiągnął 47 miejsce na liście Billboard Hot 100. 30 października 2020 roku pojawił się w piosence „The Code” od rapera King Vona z jego debiutanckiego albumu Welcome to O’Block. Piosenka zadebiutowała pod numerem 66 na liście Billboard Hot 100.
Bartlett został uhonorowany na liście Forbes 30 Under 30 w 2021 r. w kategorii muzyka. A 5 lutego 2021 r. wydał singiel „GNF (OKOKOK)”. 19 marca pojawił się w „Headshot” z raperem Fivio Foreign.

## Życie prywatne
Bartlett ma syna o imieniu Tremani. Imię to dostał ku czci zmarłego przyjaciela Bartletta, który zmarł po przedawkowaniu. Od tego też czasu Bartlett rzucił zażywanie ekstazy i xanaxu.

## Styl muzyczny
Polo G był pierwotnie znany ze swojego chicagowskiego drillu, ale ostatecznie przeszedł na bardziej melodyjny styl rapowania. Jego teksty często poruszają trudne tematy, w tym rasizm i choroby psychiczne. W swoich piosenkach regularnie oddaje również hołd swojemu rodzinnemu miastu. Stwierdził, że na jego muzykę największy wpływ wywarli amerykański raper Lil Wayne i ikona hip-hopu Tupac Shakur. Dorastał także, słuchając rapera Gucci Mane, a także raperów z Chicago takich jak: Lil Durk, G Herbo i Chief Keef.

## Inne przedsięwzięcia
ODA Records (Only Dreamers Achieve Records)
We wrześniu 2020 r. Polo G ogłosił utworzenie własnej wytwórni płytowej o nazwie ODA Records która współpracuje z Columbia Records. ODA to skrót od „Only Dreamers Achieve Records”. Pierwszym artystą który podpisał kontrakt z ODA jest Scorey, artysta z Syracuse w stanie Nowy Jork.

## Dyskografia

### Albumy studyjne
| Tytuł                                                 | Informacje                                                                            | Pozycje na listach | Pozycje na listach | Pozycje na listach | Pozycje na listach | Pozycje na listach | Pozycje na listach | Pozycje na listach | Pozycje na listach | Certyfikaty                   |
| Tytuł                                                 | Informacje                                                                            | USA                | USA R&B/HH         | USA Rap            | AUS                | KAN                | HOL                | NZ                 | UK                 | Certyfikaty                   |
| ----------------------------------------------------- | ------------------------------------------------------------------------------------- | ------------------ | ------------------ | ------------------ | ------------------ | ------------------ | ------------------ | ------------------ | ------------------ | ----------------------------- |
| Die a Legend                                          | - Wydany: 7 czerwca 2019 - Wytwórnia: Columbia - Format: Digital download, streaming  | 6                  | 2                  | 1                  | –                  | 8                  | 83                 | –                  | –                  | - RIAA: Platyna - MC: Złoto   |
| The Goat                                              | - Wydany: 15 maja 2020 - Wytwórnie: Columbia - Format: Digital download, streaming    | 2                  | 2                  | 2                  | 10                 | 2                  | 11                 | 20                 | 6                  | - RIAA: Platyna - BPI: Srebro |
| Hall of Fame                                          | - Wydany: 11 czerwca 2021 - Wytwórnia: Columbia - Format: Digital download, streaming |                    |                    |                    |                    |                    |                    |                    |                    | - RIAA: Platyna               |
| Hall of Fame 2.0                                      | - Wydany: 3 grudnia 2021 - Wytwórnia: Columbia - Format: Digital download, streaming  |                    |                    |                    |                    |                    |                    |                    |                    |                               |
| „–” oznacza że album nie był notowany na danej liście |                                                                                       |                    |                    |                    |                    |                    |                    |                    |                    |                               |